# Abahlali baseMjondolo
Abahlali baseMjondolo (que significa “moradores de barracos” na língua zulu), também conhecido como AbM e red shirts é um movimento de moradores de favelas na África do Sul.
O movimento é notório por sua luta por moradia social. É ativo nas cidades de Durban, Pietermaritzburg e Cidade do Cabo. É o maior movimento de moradores de barracos ("shack dwellers", moradores de favela) que existe na África do Sul. O movimento pressiona por melhora das condições de vida da população pobre e para democratizar a sociedade a partir de baixo. Ele recusa a política partidária, boicota as eleições e tem uma história de conflitos com o Congresso Nacional Africano e com a Aliança Democrática. Sua reivindicação fundamental é que o valor social da terra urbana deve tomar prioridade sobre o valor comercial, pessionando pela expropriação das grandes propriedades mediante a estratégia chave de buscar “recriar o comum” a partir de baixo criando uma série de comunas interligadas. Segundo o professor Peter Vale, Abahlali baseMjondolo é “junto com o Treatment Action Campaign [que luta por políticas de tratamento da AIDS], o agrupamento mais efetivo na sociedade civil da África do Sul”. Porém o movimento tem sofrido repressão considerável.

## Contexto

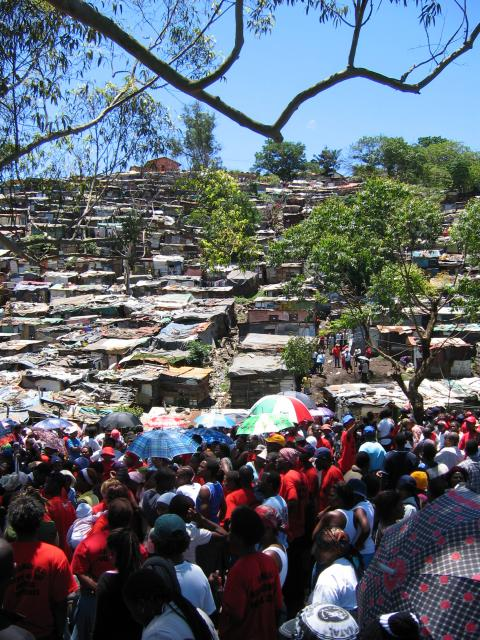
Assembléia do Abahlali, Foreman Road Settlement

Em 2001 a câmara municipal de eThekwini, que governa Durban e Pinetown, começou um “programa de remoção de favelas” que significou uma constante demolição de assentamentos pobres e uma recusa de fornecer serviços básicos (eletricidade, saneamento, etc.) aos assentamentos existentes, dizendo que todas as favelas são agora “provisórias”. Nessas demolições, alguns moradores foram simplesmente deixados sem moradia e outros foram ilegalmente removidos para a periferia rural da cidade.
Em 2008 a ONU expressou sérias preocupações sobre o tratamento dado aos moradores de barracos em Durban. Houve também preocupações sobre a possibilidade de despejos ligada à copa do mundo de 2010.
O esforço original do Abahlali foi primariamente o de se opor às demolições e remoções forçadas e também lutar por terra bem localizada e por moradia de qualidade nas cidades. Na maioria das vezes, isso se traduziu em reivindicar que os assentamentos já existentes fossem melhorados, com moradia formal e serviços, ou que novas moradias de qualidade fossem construídas próximo as já existentes. O movimento também se engajou na apropriação popular em massa do acesso à água e eletricidade.
Prontamente, o movimento teve considerável sucesso em parar os depejos e remoções forçadas, conseguindo que novos assentamentos fossem construídos em expansões dos já existentes, e também ganhando acesso a serviços básicos, mas por três anos não foi capaz de conquistar acesso a terra urbana bem localizadas para moradias de qualidade. No fim de 2008, o então presidente do AbM, S´bu Zikode, anunciou um acordo com a câmara municipal de eThekwini que previa fornecimento de serviços para 14 assentamentos, e garantia de títulos de posse e moradia formal para três.  A câmara municipal confirmou o acordo em fevereiro de 2009.
O movimento foi envolvido em consideráveis conflitos com a câmara municipal e fez numerosos protestos e processos legais contra as autoridades da cidade. Seus membros foram espancados e muitos dos seus líderes foram presos pelo Serviço de Polícia da África do Sul (SAPS) em Sydenham, Durban.
O Abahlali tem frequentemente denunciado o abuso policial, inclusive tortura. Em várias ocasiões, essas denúncias foram apoiadas por líderes religiosos e organizações de direitos humanos.
Em outurbro de 2009, o movimento venceu um caso na corte constitucional que declarou como inconstitucional o KZN Slums Act (“lei KwaZulu-Natal de eliminação e prevenção de reemergência de favelas”, de 2007). No mesmo ano houve um agudo conflito entre o movimento e a prefeitura da Cidade do Cabo em torno da acupação Macassar Village.

## Autonomia e democracia
Estudos acadêmicos sobre o movimento afirmam que ele é não-profissionalizado (isto é, seus líderes não são assalariados pelo movimento), independente de controle de ONGs, autônomo de organizações políticas e de partidos políticos e democrático.
O movimento afirma ter por volta de 25.000 apoiadores ativos em 64 favelas, dos quais 10.000 eram afiliados em 2010. O movimento tem assentamentos afiliados e ramos em assentamentos não-afiliados e também tem um liga juvenil e uma liga feminina.

## Campanhas
Desde 2005, o movimento se encarrregou de uma série de passeatas de grande escala, criou numerosas instituições de poder dual e se engajou em ações diretas tais como ocupações de terra e conexões de água e eletricidade auto-organizadas, e fez uso tático das cortes de justiça. O movimento faz com frequência afirmações anti-capitalistas, por exemplo, ele convoca por “um comunismo vivo”, e demanda a expropriação da propriedade da terra para a moradia social.
O Abahlali afirma recusar participação na política partidária ou de qualquer tipo de profissionalização (como a das ONGs), assim como se opõe à individualização da luta, e, ao invés, busca construir o poder democrático da população partindo de onde as pessoas vivem e trabalham. Trabalhos acadêmicos confirmam que o movimento, de fato, tem protegido sua atonomia de partidos políticos e ONGs.
- Terra

O movimento faz campanhas por moradia social em terras urbanas bem localizadas.
- Moradia

Uma reivindicação primária do movimento tem sido por moradia pública e decente, e grande parte de seus esforços tomam a forma de se opor a despejos. O movimento frequentemente usa a frase “O Direito à Cidade” para insistir que a localização da moradia é criticamente importante, e reivindica que os assentamentos tenham melhorias e que os moradores não sejam transferidos para fora dos  locais desenvolvidos da cidade. The movement rejects technocratic approaches to the housing crisis and stresses the need for dignity to be central to the resolution of the housing crisis. O movimento rejeita abordagens tecnocráticas para a crise de habitação e enfatiza que a necessidade por dignidade é central para a resolução da crise habitacional. Ele se opõe também à transferência dos moradores de barracos para “campos provisórios”.
- Serviços básicos

O movimento também tem feito campanhas pelo fornecimento de serviços básicos.
- Despejos e remoções forçadas

O movimento se opõe a todas as expulsões e remoções forçadas e tem feito vigorosas campanhas sobre isso via protestos públicos e também via processos judiciais.
- Incêndios e eletricidade

Na África do Sul, há em média “dez incêndios em favelas por dia, com um morador morrendo queimado a cada dois dias”. Abahlali tem feito campanhas sobre isso, reivindicando, entre outras coisas, a eletrificação das favelas. Ele também tem conectado milhares de pessoas à eletricidade.
- Duplo poder e a recusa da política eleitoral

Desde 2005, o Abahlali baseMjondolo tem recusado votar em todas as eleições de Estado. O movimento afirma objetivar, ao invés, usar a democracia direta para construir um contra poder àquele do Estado, criando uma série de coletivos ligados e comunas. Esta posição é compartilhada por todas as organizações na Poor People’s Alliance (rede de movimentos de base na África do Sul formado em 2008 e que inclui o AbM).
- Ajuda mútua

O movimento tem organizado vários projetos de ajuda mútua: creches, cozinhas comunitárias e hortas.
- Xenofobia

O movimento se posicionou firmemente contra os ataques xenofóbicos que varreram o país em maio de 2008 e não houve ataques em nenhum dos assentamentos do AbM. O movimento também foi capaz de interromper um ataque que ocorria no assentamento Kenville (não afiliado ao AbM) e ofereceu brigo para algumas pessoas deslocadas nos ataques.
- Brutalidade policial

O movimento tem organizado numerosos processos judicias contra o racismo e a truculência da policia e tem frequentemente reivindicado acesso igualitário aos serviços de policiamento para os moradores de favela.
- A Universidade Abahlali baseMjondolo

O movimento dá cursos formais e emite certificados por eles. Ele também organiza seminários regularmente. O movimento reporta que os tópicos cobertos incluem: desde cursos de informática até treinamento para conectar com segurança moradias à rede de água e eletricidade, passando por questões de justiça e direito, ideias políticas como o direito à cidade, questões de estratégia política e o trabalho de filósofos como Jacques Ranciere.
- Acesso à educação

O movimento faz campanhas por acesso igualitário à educação infantil para crianças pobres.
- Copa do mundo de 2010

O Abahlali baseMjondolo de Western Cape ameaçou construir barracos em volta do estádio da Cidade do Cabo para chamar atenção para sua situação, mas não foram capazes de cumprir bem o ato.

## Filosofia
Sua filosofia tem sido exposta em vários artigos e entrevistas. As ideias chave são: uma política dos pobres, uma política viva e uma política do povo.
“Uma política dos pobres” significa uma política que é conduzida pelos pobre e para os pobres de um modo que habilita os pobres a serem participantes ativos nas lutas conduzidas em seu nome. Na prática, isso significa que tal política deve ser conduzida onde as pessoas pobres vivem ou em lugares que elas podem acessar facilmente em seu tempo livre, a na linguagem que eles falam. Isso não quer dizer que pessoas e organizações de classe média sejam excluídas mas que eles são experados que venham a esses espaços e façam sua política ali de uma maneira dialógica e democrática.
A ideia de “uma política viva” tem dois aspectos chave. O primeiro é a política que começa partindo não da teoria externa mas da experiência das pessoas que as formam. É argumentado que a educação política usualmente opera para criar novas elites que medeiam relações de patronagem (política de favores, clientelismo) e que impõe ideias e exclui pessoas comuns de pensarem politicamente. Essa política não é anti-teoria – ela só afirma a necessidade de começar da experiência vivida e se mover a partir dela, ao invés de partir da teoria e impor a teoria sobre a experiência vivida de sofrimento e resistência nas favelas. O segundo aspecto chave de “uma política viva” é que o pensamento político é sempre assumido democraticamente e em comum.
“Uma política do povo” se opõe à política partidária ou política de políticos (assim como contra as formas anti-democráticas de política “de cima a baixo” das ONGs).É argumentado que a “política do povo” é um projeto popular democrático assumido sem remuneração financeira e com uma recusa explícita de papéis representativos e de poder pessoal, enquanto que a política de políticos é um projeto “de cima a baixo”, profissionalizado e representativo conduzido por poder pessoal.
Enquanto o movimento deixa claro que suas reivindicações imediatas são “terra e moradia”, ele deixa igualmente claro que ele vê sua política como indo além disso.  S’bu Zikode comentou que: “Nós temos visto certos casos na África do Sul onde os governos tem entregue casas simplesmente para silenciar os pobres. Isto não é aceitável para nós. A luta do Abahalali vai além da habitação. Nós lutamos por respeito e dignidade. Se moradias são dadas para silenciar o pobre, então essas casas não são aceitáveis para nós.”
Ocasionalmente, essas posições são chamadas de ‘Abahlalismo´, sendo descritas como anarquistas ou autonomistas na prática, principalmente porque sua praxis se assemelha aos principais temas do anarquismo, incluindo descentralização, oposição à hierarquia imposta, democracia direta e reconhecimento da conexão entre meios e fins. Porém, o movimento nunca se descreveu nem como anarquista e nem como autonomista. Zikode disse que o movimento aspira “um comunismo vivo”.

## Repressão
Nos primeiros dias do movimento, indivíduos no partido governante acusaram com frequência o AbM de ser composto por criminosos manipulados por uma malévolo homem branco, uma “terceira força” (grupos de extermínio ou de extrema direita), ou uma agência de inteligência estrangeira.
O movimento, como outros na África do Sul, tem sofrido constantes abusos do Estado que resultaram em mais de 200 prisões de membros do Abahlali nos últimos três anos, sofrendo repetidos abusos policiais dentro de casa, nas ruas e na prisão. Em várias ocasiões, a polícia usou de munição letal, veículos brindados e helicópteros em seus ataques contra moradores de barracos desarmados. Em 2006, o gestor local da cidade, Mike Sutcliffe, ilegalmente implementou ums proibição completa sobre o direito do Abahlali de protestar, que foi depois derrubado na justiça. O Abahlali tem sido violentamente impedido pela polícia local de aceitar convites para aparecer em debates na televisão e no rádio. O Instituto da Liberdade de Expressão (Freedom of Expression Institute) fez várias declarações apoiando o direito do Abahlali de se exprimir e organizar protestos. O Centro sobre Direitos de Moradia e Despejos (Centre on Housing Rights and Evictions) e vários líderes religiosos proeminentes também tem feito declarações públicas contra a violência policial, como o bispo Rubin Philip, e em apoio ao direito do movimento de publicamente expressar descontentamento. and in support of the right of the movement to publicly express dissent.